# 해남 대흥사 북미륵암 마애여래좌상
해남 대흥사 북미륵암 마애여래좌상(海南 大興寺 北彌勒庵 磨崖如來坐像)은 전라남도 해남군 삼산면, 대흥사 북미륵암에 있는 고려시대의 불상이다. 
2005년 9월 28일 대한민국의 국보 제308호 대흥사북미륵암마애여래좌상(大興寺北彌勒庵磨崖如來坐像)으로 지정되었다가, 2010년 8월 25일 현재의 명칭으로 변경되었다.

## 개요
바위면에 고부조(高浮彫)되어 있는 대흥사 북미륵암 마애여래좌상은 공양천인상이 함께 표현된 독특한 도상의 항마촉지인(降魔觸地印) 여래좌상으로 규모가 크고 조각수법도 양감이 있고 유려하여 한국의 마애불상 중에서는 그 예가 매우 드물고 뛰어난 상으로 평가된다.
본존불의 육계(肉髻)가 뚜렷한 머리는 언뜻 머리칼이 없는 민머리(素髮)처럼 보이나 나발의 흔적이 남아 있으며, 이목구비의 표현이 단정한 얼굴은 살이 찌고 둥글넓적하여 원만한 상이다. 그러나 눈 꼬리가 약간 위로 치켜 올라가고 입을 굳게 다물어 근엄한 인상을 풍긴다. 귀는 큼직하니 길게 늘어져 어깨에 닿았으며, 유난히도 굵고 짧아진 목에는 두 가닥의 선으로 삼도(三道)를 나타내었다.
손(手印)과 발은 항마촉지인에 오른 발을 왼 무릎 위로 올린 길상좌(吉祥坐)를 하였는데, 손가락과 발가락을 가냘픈 듯 섬세하고 가지런히 묘사하여 사실성이 엿보임과 더불어 곱상한 느낌을 준다. 법의(法衣)는 양어깨를 다 덮은 통견의(通肩衣)로 그 주름은 거의 등간격으로 선각화(線刻化) 하여 사실성이 뒤떨어지고, 무릎 사이로 흘러내린 옷자락은 마치 키를 드리운 것처럼 늘어지는 등 도식적(圖式的)인 면이 강하다. 이는 통일신라 말기로부터 고려시대로 이행해 가는 변화과정을 잘 보여준다 하겠다.
대좌(臺座)는 11엽의 앙련(仰蓮)과 12엽의 복련(覆蓮)이 마주하여 잇대어진 연화대좌로 두툼하게 조각되어 살집 있는 불신(佛身)과 더불어 부피감이 두드러져 보이며, 다른 예에서와는 달리 자방이 높게 솟아올라 있어 특징적이다. 머리 광배(頭光)와 몸 광배(身光)는 세 가닥의 선을 두른 3중원(三重圓)으로 아무런 꾸밈도 없이 테두리 상단에만 불꽃무늬(火焰紋)가 장식되어 있으며, 그 바깥쪽에는 위·아래로 대칭되게 4구의 천인상을 배치하였다.
둔중한 체구로 다소 경직되어 보이는 본존불과 달리 경주 석굴암 내부 감실(龕室)의 보살상을 연상케도 하는 4구의 천인상은 날렵한 모습으로 부드러움과 함께 세련미가 엿보인다. 천인상들의 조각표현은 이 당시의 거의 유일한 예이자 우수한 조형미를 반영하는 수작으로 평가된다.

## 같이 보기
- 대흥사

## 참고 자료
- 해남 대흥사 북미륵암 마애여래좌상 - 국가유산청 국가유산포털